# Santo Amaro (1832-1935)
Santo Amaro foi um antigo município do estado de São Paulo. Até 1877 incluía as áreas dos atuais municípios de Itapecerica da Serra, Embu das Artes, Embu-Guaçu, Taboão da Serra, São Lourenço da Serra e Juquitiba, que se separaram em decorrencia da Lei Provincial N.º 33, de 8 de maio de 1877, pela formação da vila de Itapecerica. A expansão industrial em Santo Amaro começou em 1829, com a instalação de uma colônia de imigrantes alemães.

## História

### Aldeamento

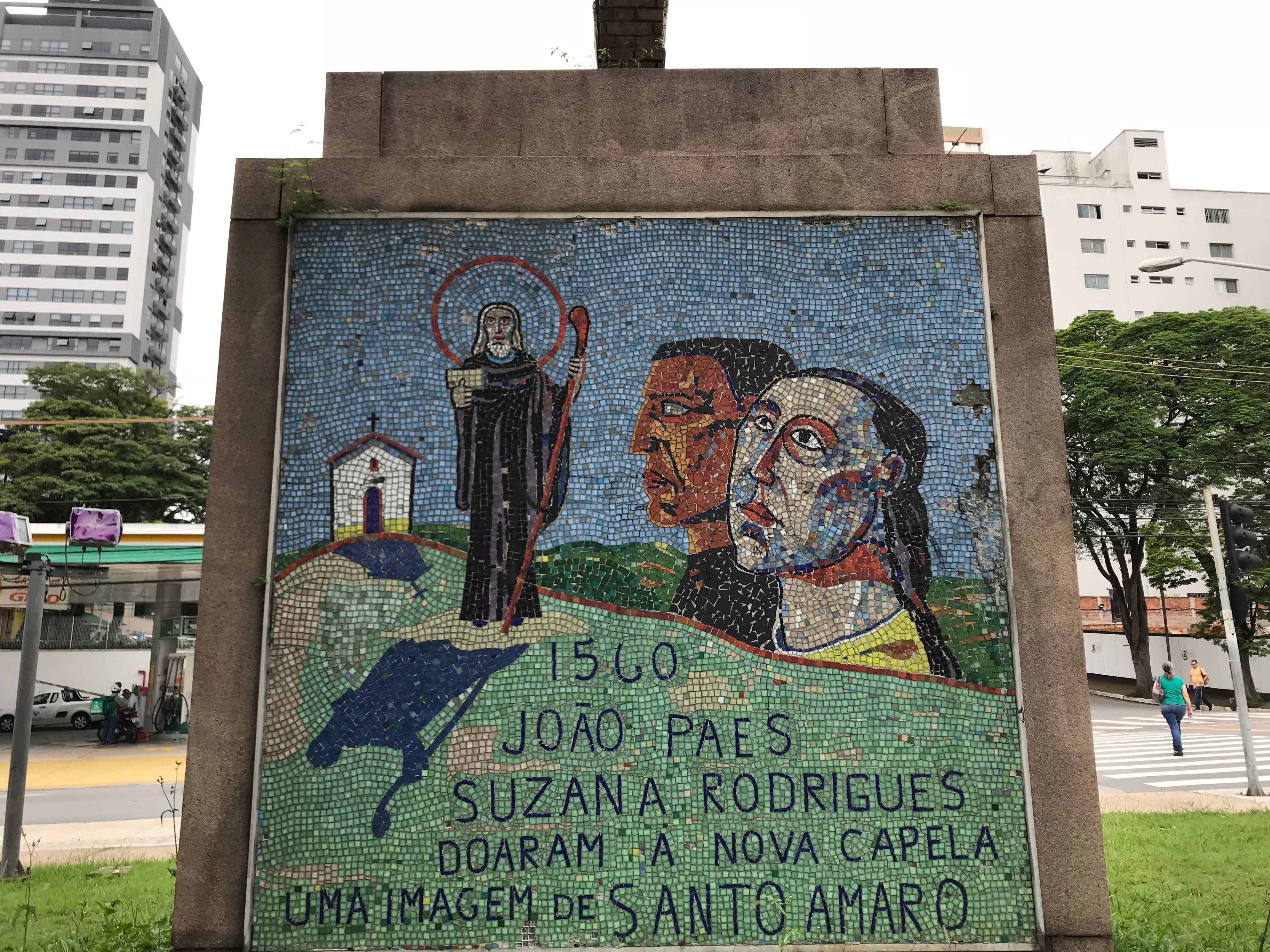
João Paes e Suzana Rodrigues, doadores da imagem católica de Santo Amaro homenageados no Monumento a Borba Gato

No início do século XVI, Santo Amaro era uma aldeia de índios Guaianases, chefiada pelo cacique Caiubí, irmão dos caciques Tibiriçá e Piquerobi. Tanto Tibiriçá quanto Caiubí colaboraram com a catequização na região, enquanto Piquerobi via os portugueses como inimigos, resultando pouco depois na Guerra de Piratininga. A chegada dos portugueses ao território paulista dominado por índios, deu início ao processo de socialização entre índios e europeus na região. Em pouco tempo o lugar passou a se chamar Nossa Senhora da Assunção do Ibirapuera.
Em 1560 a índia Maria da Grã Terebé Tibiriçá, sobrinha de Caiubí, filha de Tibiriçá, considerada avó santamarense, casou-se com o português Pedro Dias. Desta união, nasceu Clara Parente. Após ter ficado viúva, veio a se casar com Gonçalo Madeira,com quem teve a filha Águeda Rodrigues, a futura esposa do bandeirante Manuel Preto, representando assim os primeiros povoamentos na região.

### Povoado e freguesia
O local onde fica o atual Largo 13 de Maio, o mais alto do distrito de Santo Amaro, é onde o distrito começou a ser ocupado pelos portugueses, por meio de missões de jesuítas. 
O aldeamento foi elevado a povoado em 1560, por José de Anchieta, oficializando-se com uma missa realizada por Anchieta à margem do rio Jeribatiba, atual rio Pinheiros. A escultura que deu origem ao nome do local foi doada em 1552 por João Paes e sua esposa Suzana Rodrigues à principal capela da região.
Em 1563 uma grande epidemia de varíola assolou o planalto paulista, dizimando as populações indígenas de diversos aldeamentos, entre eles, o de Santo Amaro. Tal fato causou um esvaziamento populacional que só viria a ser revertido na segunda metade do século XVII.
Em 1686, José de Barros Alarcão elevou o então povoado de Santo Amaro a categoria de freguesia.

### Emancipação
Em 1832, Santo Amaro foi elevado a categoria de cidade, separando-se de São Paulo. O município foi instalado oficialmente em 7 de abril de 1833 com a eleição de sete vereadores.
Em 6 de maio de 1833, sob a presidência de Francisco Antônio das Chagas, realizou-se a primeira secção da Câmara municipal de Santo Amaro.
O novo município abrangia todo o território que se situava ao sul do Córrego da Traição e estendia-se até a Serra do Mar (hoje aquele córrego é canalizado e sobre ele existe a Avenida dos Bandeirantes).
Em 11 de maio de 1877, pela Lei Provincial número 56, foi autorizada a construção de uma linha férrea, que deveria fazer a ligação entre São Paulo e o povoado de São Lourenço (atual município de São Lourenço da Serra). Em 14 de março de 1886, com as presenças do imperador brasileiro, Dom Pedro II, e a do Conselheiro João Alfredo, presidente da Província de São Paulo, foi inaugurada pela Companhia Carris de Ferro de São Paulo a Santo Amaro a nova estrada de ferro, com o trem a vapor saindo da estação da Rua São Joaquim precisamente às 11 horas e 36 minutos da manhã.
O itinerário seguia pelas atuais ruas Vergueiro, Domingos de Morais, Avenida Jabaquara, até o local onde está a Igreja de São Judas Tadeu, ali ficava a estação "do encontro", onde os trenzinhos faziam um reabastecimento de combustível e água e seguia depois por vastos campos, onde hoje estão os bairros do Aeroporto e Campo Belo, e alcançavam o Brooklin paulista; ali havia curvas extremamente fechadas e o local era chamado "Volta Redonda", próximo à parada Piraquara, seguia depois pela atual Chácara Flora, e entrava em Santo Amaro por uma curva que passava pelas atuais ruas São José e Nove de Julho, onde o ponto de carga e descarga era na Praça Santa Cruz, e retorno no Largo Treze de Maio, levando uma 1 hora e 30 minutos de percurso, onde está em frente a EMEFM Professor Linneu Prestes e onde se encontra um totem em homenagem a esse evento. Este trem ficou conhecido como "Trenzinho de Santo Amaro" e o percurso todo era feito em uma hora e meia, mais ou menos.

### Subdivisão
O município era composto desde 1841 pela freguesia de Itapecerica, desmembrada em 1877 para formar a vila de Itapecerica, anos mais tarde a ser denominada como município de Itapecerica da Serra. Foi desmembrado também nos atuais municípios de Taboão da Serra, em 1959; Embu das Artes, em 1959; Juquitiba, em 1964; Embu-Guaçu, em 1965 e São Lourenço da Serra, em 1991.
A partir de 1877, Santo Amaro passou a abranger o território correspondente às atuais regiões administrativas da Zona Sul de São Paulo e partes da Zona Centro-Sul de São Paulo. A sede do município localizava-se onde hoje é o distrito de Santo Amaro.

## Santo Amaro na Revolução Constitucionalista
A Revolução Constitucionalista de 1932, ou Guerra Paulista, foi o movimento armado ocorrido na Segunda República Brasileira, especificamente em São Paulo, estado de Maracaju (atual Mato Grosso do Sul) e Rio Grande do Sul entre 9 de julho e 2 de outubro de 1932, naquele ano era, também, o ano do primeiro centenário da emancipação de Santo Amaro. Sob a coordenação de uma comissão, previamente eleita, os santamarenses, orgulhosos de seu município, haviam organizado para aquele ano uma série de festividades alusivas ao evento, sendo que o seu ponto alto seria uma Missa Campal.
Eclode na capital, São Paulo, o Movimento M.M.D.C. e, no dia e hora programados, com a praça repleta de devotos santamarenses, estava aquela missa em andamento, quando, por ocasião do ofertório, explodiram três morteiros, sendo que um deles abriu-se no espaço e desfraldou uma bandeira paulista.
Aquela bandeira, pirotecnicamente desfraldada, deixou a multidão eletrizada pela lembrança do momento que o estado de São Paulo vivia.
Então, logo após terminar a missa, a comissão decide aderir àquele movimento e, poucos dias depois, junto com outros santamarenses, dirige-se ao município de São Paulo onde são todos recebidos pelo então Coronel Euclydes de Oliveira Figueiredo Filho.
Nesta audiência, ao ver o entusiasmo daqueles destemidos santamarenses, o Cel. Euclides pergunta-lhes: "O que vocês querem?".
Em "resposta uníssona" ele ouve: "Queremos armas e munição". Emocionado, o coronel pensa apenas um instante e diz: "Neste momento está organizada a Companhia Isolada do Exército de Santo Amaro".
Foi assim, desta forma, que a festa comemorativa do primeiro centenário do município de Santo Amaro foi substituída por um ato de bravura em favor de uma causa nobre pela liberdade dos paulistas.
A partir dai, um grande número de voluntários santamarenses (capelão, médicos, engenheiros, operários, funcionários públicos, etc.) alistam-se e juntam-se a Companhia Isolada do Exército de Santo Amaro.

## Extinção
Após 103 anos de emancipação, em 22 de fevereiro de 1935, o interventor federal em São Paulo, Armando de Sales Oliveira, resolveu anexar Santo Amaro ao município de São Paulo.
Segundo historiadores, a reincorporação de Santo Amaro a São Paulo teve início na Revolução de 1932. Isso porque, durante os combates, as tropas rebeldes ocuparam o Campo de Marte, aeroporto localizado às margens do Rio Tietê e que atendia a cidade de São Paulo. O incidente levou o governo de Getúlio Vargas a construir o aeroporto de Congonhas em área descampada que pertencia ao então município de Santo Amaro.
Posteriormente, já incorporada ao município de São Paulo, a mesma área do antigo município foi subdividida entre vários distritos da Zona Sul e Centro-Sul de São Paulo.
Alguns movimentos emancipacionistas surgiram entre as décadas de 1950 e 1970, mas não conseguiram sensibilizar a população para que Santo Amaro fosse novamente elevado à condição de município. Apesar disso, o distrito nunca foi “reorganizado” e um desses exemplos fica por conta da numeração que ainda converge para o Largo 13 de Maio, centro da antiga cidade, e não para o centro de São Paulo.
Muito do que foi dito até aqui está registrado em um mosaico que foi construído, em 1962, junto à estátua que homenageia o bandeirante Manuel de Borba Gato, defensor dos paulistas e de indígenas em eventos, um deles sendo a Guerra dos Emboabas. Esta exótica obra do escultor santamarense, Julio Guerra, está situada na atual Avenida Santo Amaro e é ponto de referência não só da avenida quanto do bairro.